# Boom Technology
Boom Technology es una empresa emergente estadounidense que diseña el Overture, que es un avión supersónico a Mach 2,2 (1.300 kn; 2.300 km/h) de 55 pasajeros con un alcance de 4.500 nmi (8.300 km), el cual se prevé su introducción en 2023.
Después de ser respaldado por Y Combinator en 2016, recaudó $51 millones de capital de riesgo en 2017.
Con 500 rutas viables que podrían formar un mercado para 1.000 aviones supersónicos con tarifas de clase ejecutiva, en diciembre de 2017 reunió compromisos para la realización de 76 aeronaves de distintas aerolíneas. Se mantendría acorde a la configuración del ala en delta, pero sería construido con materiales compuestos, para obtener así un coste de operación más bajo.
Estaría impulsado por tres turbofans de 15.000–20.000 lbf (67–89 kN) : un diseño novedoso que se introduciría en 2018. Por otra parte, el reglamento de ruido de despegue o rutas terrestres del Boom está sujeto a modificaciones.
El XB-1 «Baby Boom», un demostrador de tercera escala, debería hacer su primer vuelo a finales de 2018, para luego ser probado a velocidades supersónicas en 2019. Propulsado por tres motores General Electric CJ610 de 3.500 lbf (16 kN), que mantendría Mach 2,2 con un alcance por encima 1.000 nmi (1.900 km).

## Historia
La compañía fue fundada en Denver en 2014. Participó en el programa de startup Y-Combinator en 2016, y ha sido financiada por Y Combinator, Sam Altman, Seraph Grupo, Ocho Socios, y otros.
En marzo de 2017, varios inversores aportaron $33 millones como fondos de capital de riesgo : Continuity Fund, RRE Ventures, Palm Drive Ventures, 8VC y Caffeinated Capital.
El Boom consiguió $41 millones de financiación total para abril de 2017.
En diciembre de 2017, Aerolíneas de Japón invirtieron $10 millones, aumentando así el capital de la compañía a $51 millones: suficiente para construir el demostrador XB-1 “Baby Boom” y completar su testeo, y para empezar a diseñar el avión de 55 asientos.

## Sobre el Overture

### Mercado
Quinientas rutas diarias serían viables: a Mach 2,2 por encima del agua, de Ciudad de Nueva York a Londres serían 3 horas y 15 minutos; Miami y Buenos Aires  serían 3 horas y 48 minutos.
Con un alcance de 4.500 nmi (8.300 km), los vuelos transpacíficos requerirían una parada de repostaje: San Francisco (California) y Tokio serían 5 horas y 30 minutos; Los Ángeles y Sídney serían 6 horas y 45 minutos.
Podría haber un mercado para 1.000 aviones supersónicos en 2035.
El precio real del Boom apuntó a $200M, sin tener en cuenta ningún descuento y excluyendo extras e interior, en 2016: la relación de asientos por kilómetro ofrecidos da un mejor resultado que en una avión de fuselaje ancho subsónico.
La factoría de Boom tendrá capacidad para fabricar hasta 100 aeronaves por año para abastecer un mercado potencial de 1.000 a 2.000 aeronaves en un período de 10 años o más.
El Boom apunta a tarifas de $5.000 para un viaje de ida y vuelta de Nueva York a Londres, mientras que el mismo trayecto en el avión supersónico Concorde costaba $20.000 ajustado por la inflación: era su ruta única provechosa. El mismo consumo de combustible, entre otros factores, hace posible tarifas similares a la clase ejecutiva de aviones subsónicos. Para las rutas de largo alcance como San Francisco (California) -Tokio y Los Ángeles - Sídney, se podrían proponer 30 asientos de primera clase junto con 15 asientos de clase ejecutiva. 
En marzo de 2016, Richard Branson confirmó que la aerolínea Virgin Atlantic adquiriría 10 aeronaves y Virgin Galactic, la filial de The Spaceship Company, se encargaría de la fabricación y pruebas de éstos. Una aerolínea europea no identificada también confirmó la adquisición de 15 aviones; las dos ofertas sumarían un total de 5 billones de dólares. En 2017, en el Salón Internacional de la Aeronáutica y el Espacio de París-Le Bourget, se agregaron más compromisos para la realización de 51 aeronaves que aportarían un fondo significativo, alcanzando así la cifra de 76 aeronaves. En diciembre de 2017, se confirmó que Japan Airlines había reservado hasta 20 aviones de las 76 acordadas por cinco aerolíneas.

### Desarrollo
En marzo de 2016, la compañía tenía diseños conceptuales y maquetas de madera del avión. En octubre de 2016, el diseño se alargó a 155 pies (47 m) para acomodar hasta 50 pasajeros con diez asientos adicionales, su envergadura aumentó marginalmente y se agregó un tercer motor para habilitar ETOPS con un tiempo de desviación de hasta 180 minutos. El avión podría acomodar a 55 pasajeros en una configuración de mayor densidad. Su introducción está programada para 2023, cuando entrará en fase de construcción, y su primer servicio comercial con pasajeros esta estimado para 2029.

### Diseño
La configuración del ala es la de un ala en delta convencional para bajo arrastre supersónico. Está diseñada para ser como un modelo a escala del 75% del Concorde: ninguna explosión sónica baja a diferencia del SAI Transporte Supersónico Tranquilo (QSST), o tecnología de flujo laminar supersónico del Aerion AS2. Debido a que la relación entre la envergadura y la cuerda media del ala es 1.5 (considerándose este un valor bajo), la resistencia a la baja velocidad es alta y el avión requiere un alto empuje en el despegue. El Boom también necesita abordar la actitud del morro hacia arriba al aterrizar. Los costos de mantenimiento del fuselaje deben ser similares a otros aviones de fibra de carbono. Debería operar a una cuarta parte de los costos de Concorde al depender de motores secos, estructuras compuestas y tecnología existente. El avión de 55 asientos pesaría 77.100 kg (170.000 lb). Debería tener 170 pies (52 m) de largo por 60 pies (18 m) de ancho y podría acomodar a 45 pasajeros incluyendo 10 en primera clase o 55 con un asiento de 75 in (190 cm).
El Boom pretende utilizar turbofan de baipás moderados sin postcombustión, a diferencia del Rolls-Royce Olympus de Concorde. Los únicos motores de aviones de combate disponibles son los que no tienen el ahorro de combustible ni la confiabilidad requerida para la aviación comercial. A partir de noviembre de 2016, ningún fabricante de motores puede desarrollar dicho motor con base en las ventas de solo 10 opciones. El Boom necesita abordar el ruido del motor de alta velocidad de reacción y el consumo de combustible triplicado por la unidad de distancia y por asiento de una aeronave de cuerpo ancho moderna.
Los motores no serán un nuevo diseño exótico sino una versión modificada de los turbofans actuales, aunque tendrán mayores costos de mantenimiento. Deberán seleccionarse en 2018: un derivado de un motor comercial o un diseño novedoso, es improbable que sea un motor militar debido a los controles de exportación. El avión de 55 asientos contará con tres motores de 15.000-20.000 lbf (67-89 kN) sin postcombustión, con intervalos de mantenimiento más cortos que los aviones subsónicos. Se prefiere un desarrollo de un núcleo de motor comercial existente con una nueva bobina de baja presión sobre un diseño novedoso. Los ventiladores de mayor diámetro tienen mayores requisitos de empuje de crucero para un mayor consumo de combustible y menor rango, pero se prefieren para un mayor baipás y un menor ruido de despegue.
La FAA y la OACI están trabajando en un estándar de auge sónico para permitir vuelos supersónicos por tierra. La NASA planea volar un demostrador de bajo auge en 2021 para evaluar la aceptación pública de un auge de 75 PNLdB, inferior a 105 PNLdB del Concorde. No debería ser más ruidoso en el despegue que los aviones comerciales actuales, como el Boeing 777-300ER. Las aeronaves supersónicas podrían estar exentas de las regulaciones de ruido de despegue de la FAA, reduciendo su consumo de combustible en un 20-30% utilizando motores más estrechos optimizados para la aceleración sobre la limitación del ruido. En 2017, Honeywell y la NASA probaron el software predictivo y las pantallas de la cabina que mostraban los auges sónicos en ruta, para minimizar su interrupción por tierra.

## XB-1 Baby Boom
El demostrador supersónico de tercera escala XB-1 "Baby Boom" inicialmente tenía la intención de realizar su primer vuelo subsónico a finales de 2017, propulsado por tres turborreactores General Electric CJ610 (derivados del motor militar General Electric J85), con continuas pruebas de vuelo supersónico en Edwards AFB. Su diseño se dio a conocer en Denver el 15 de noviembre de 2016. En abril de 2017, se obtuvo la financiación suficiente para construirlo y comercializarlo. Su revisión preliminar del diseño se completó en junio de 2017, con un cambio a la versión militar del J85 para aprovechar el empuje adicional; se espera que las pruebas de vuelo comiencen a finales de 2018. En 2017, el larguero hecho de material compuesto se sometió a pruebas mientras se calentaba en un banco de pruebas hidráulico en un horno que alcanzaba 149 °C (300 °F) por encima del calor. Debería volar de manera supersónica en 2019.
Tiene 68 pies (21 m) de largo, tiene una envergadura de 17 pies (5,2 m) y un peso máximo de despegue de 13.500 lb (6,100 kg). Impulsado por tres motores J85-21 sin postcombustión de 3.500 lbf (16 kN) con geometría variable de entrada y salida, el prototipo debería ser capaz de mantener Mach 2,2 con más de 1.000 nmi (1.900 km) de alcance. Construido con materiales compuestos poco pesados, tiene una cabina de dos tripulantes, una parte delantera delineada y borde de salida de un ala en flecha.
Los materiales para el borde de ataque a alta temperatura y el morro a 307 °F (153 °C) y los materiales epoxi para las piezas más frías son proporcionados por Dutch TenCate Advanced Composites, proveedor de materiales de alta temperatura para el Falcon 9 de SpaceX. El fuselaje será principalmente módulo-intermedio de fibra de carbono / epoxi, con fibras de alto módulo para las tapas del ala y preimpregnados de bismaleimida para los bordes y las costillas principales de alta temperatura. El sistema de control ambiental descargará el calor de la cabina en el combustible, que se utilizará como disipador de calor.